# Patrick Facchini
Patrick Facchini (Trente, 28 januari 1988) is een voormalig Italiaans wielrenner die anno 2013 uitkwam voor Androni Giocattoli.

## Belangrijkste overwinningen
2009
- 1e etappe Baby Giro

2012
- Trofeo Zsšdi
- Trofeo Franco Balestra